# Bob Swaim
Bob Swaim, nome completo Robert Frank Swaim Jr. (Evanston, 2 novembre 1943), è un regista statunitense.

## Biografia
Inizia la sua carriera in Francia sul finire degli anni 1970, nel 1988 dirige, negli Stati Uniti, Masquerade, con Rob Lowe e Meg Tilly, certamente il suo film più conosciuto.

## Premi
- Premio César 1983: miglior film La spiata

## Filmografia
- La Nuit de Saint-Germain-des-Prés (1977)
- La spiata (La balance) (1983)
- Mistery (Half Moon Street) (1986)
- Masquerade (1988)
- L'Atlantide (1992)
- The Climb (1997)
- Nos amis les flics (2004)